# Textura jigsaw
La textura jigsaw o textura en trencaclosques és un tipus de textura present en algunes roques volcàniques que es caracteritza per una fragmentació de la roca on els fragments encaixen entre si com si fossin part d'un trencaclosques. Aquesta textura és característica de hialoclastites i peperites tot i que en alguns casos pot arribar a observar-se en bretxes hidràuliques. Aquest tipus de textura s'ha descrit en roques volcàniques del cinturó de pirita ibèric a la província de Huelva i també en roques de la Vall de l'Azogue, a Almeria.